# Paulo Pimenta
Paulo Roberto Severo Pimenta (Santa Maria, 19 de março de 1965) é um jornalista, técnico agrícola e político brasileiro, filiado ao Partido dos Trabalhadores (PT). É deputado federal pelo Rio Grande do Sul desde 1º de fevereiro de 2003. Exerceu o cargo de ministro-chefe da Secretaria de Comunicação Social de 1º de janeiro de 2023 até 14 de janeiro de 2025. 
De maio a setembro de 2024, foi ministro-chefe da Secretaria Extraordinária da Presidência da República de Apoio à Reconstrução do Rio Grande do Sul, devido às enchentes que afetaram o estado.

## Trajetória Política
Em sua trajetória política, exerceu dois mandatos de vereador pelo PT em Santa Maria, em 1998, foi eleito deputado estadual pelo Rio Grande do Sul e, em 2000, foi eleito vice-prefeito de Santa Maria, na chapa de Valdeci Oliveira (2001-2002). No ano de 2003, foi eleito deputado federal, cumprindo o mandato o qual foi reeleito em 2006 para ir até 2011. No ano de 2008, concorreu a prefeito de Santa Maria, terminando em segundo lugar. Em 2010, foi o deputado mais votado pelo Partido dos Trabalhadores no Rio Grande do Sul com 153.172 votos. Nos primeiros quatro anos no Congresso Nacional, Pimenta foi relator da CPI do Tráfico de Armas, integrou a Comissão de Relações Exteriores e Defesa Nacional e a Comissão de Segurança Pública e Combate ao Crime Organizado. Foi relator, também, do Projeto de Lei 7134/02, que deu origem à Nova Lei de Drogas do Brasil, foi relator da Medida Provisória dos Transgênicos, que resultou na Nova Lei de Biossegurança e teve papel decisivo na criação e implantação da Universidade Federal do Pampa (UNIPAMPA).
Em 2009, Paulo Pimenta representou no congresso os projetos de lei de Apoio ao Estudante Fies (4945/09), Cidadão Digital (4805/09), Enólogo (1.988/03), Emprego 40 Anos (3.345/04), Responsabilidade Criminal (411/03) e a proposta de emenda constitucional para necessidade do diploma a profissão de jornalista (386/2009). Ainda em 2009, foi designado para ser o relator da CPI da Violência Urbana, que propunha um novo modelo de segurança pública para o país. No mesmo ano, participou como Presidente CPI de Combate ao Crime Organizado e da Comissão de Legislação Participativa.
Em 2014, volta a reeleger-se como deputado federal, sendo o mais votado pelo Partido dos Trabalhadores, com 140.868 e o sexto deputado federal mais votado pelo Rio Grande do Sul. Em 2018, passou a ser investigado pelo suposto crime de lavagem de dinheiro; entretanto, em outubro de 2020, TRF-4 determinou trancamento da investigação contra deputado federal Paulo Pimenta.
Em 2022, Pimenta foi eleito para seu sexto mandato consecutivo como deputado federal. Licenciou-se do mandato em janeiro de 2023 ao ser nomeado pelo presidente Luiz Inácio Lula da Silva como ministro-chefe da Secretaria de Comunicação Social da Presidência da República (Secom/PR). Em 15 de maio de 2024 foi afastado temporariamente ao ser transferido para a Secretaria Extraordinária da Presidência da República de Apoio à Reconstrução do Rio Grande do Sul, pasta criada em resposta à tragédia natural no estado.
Em 14 de janeiro de 2025, foi exonerado, a pedido, do cargo de ministro-chefe da Secretaria de Comunicação Social, sendo sucedido por Sidônio Palmeira.

## Vida pessoal
Paulo Pimenta é filho de Paulo Roque Mello Pimenta, ex-servidor do Departamento Autônomo de Estradas de Rodagem, e Rita Beatriz Severo Pimenta, professora estadual aposentada. Ele é casado com a professora Cláudia Pereira Dutra e tem três filhos: Francisco, Antonio e Paula.
É jornalista, formado pela Universidade Federal de Santa Maria (1990-1994), e técnico agrícola (1979-1981). Também cursou Agronomia na Universidade Federal de Santa Maria de 1983 a 1986, sem concluir o curso.

## Carreira política
Aos 16 anos de idade, Pimenta foi presidente do grêmio estudantil do Colégio Agrícola da UFSM, em 1981 e, aos 20, do Diretório Central dos Estudantes (1985-1986). Inicialmente militante do grupo político de esquerda Resistência, que tinha como líderes na sua cidade Marcos Rolim, ficou conhecido quando foi ferido por um disparo de um cidadão da cidade. Na verdade, Pimenta estava pichando o muro da casa, "Diretas Urgente para Reitor e Presidente" , como era comum na época. O revoltado cidadão foi condenado pela justiça. O grupo político de Pimenta, seguiu em frente e seu nome foi alçado ao reconhecimento público graças àquele violento caso. Aos 21 anos era vice-presidente da União Estadual de Estudantes do Rio Grande do Sul, de 1986 a 1987.
Pimenta iniciou sua carreira política no exercício de dois mandatos de vereador pelo PT em Santa Maria. Nas eleições municipais de 1996 concorreu, sem sucesso, a vice-prefeito da coligação encabeçada por Carlos Renan Kurtz (à época no PDT). Em 1998, ele foi eleito deputado estadual pelo Rio Grande do Sul e em 2000, foi eleito vice-prefeito de Santa Maria, na chapa de Valdeci Oliveira (2001-2002). No ano de 2003, Pimenta foi eleito deputado federal, e posteriormente re-eleito em 2006. Seu mandato se estende até 2011. No ano de 2008, Pimenta concorreu a prefeito de Santa Maria, terminando em segundo lugar na disputa vencida por Cezar Schirmer.

### Vereador
Pimenta exerceu dois mandatos de vereador pelo PT em Santa Maria. A primeira eleição aconteceu em 1988 e, na eleição seguinte, Pimenta foi reeleito com uma das maiores votações da cidade, em 1992. Como vereador, Pimenta atuou como vice-presidente da Câmara de Vereadores, presidiu a Comissão de Justiça e Direitos Humanos, a Comissão de Serviços Públicos e a subcomissão de Educação, Cultura, Ciência e Tecnologia – que elaborou a Lei Orgânica de Santa Maria, além de ter relatado a comissão que elaborou o regimento interno da Câmara. Pimenta foi, ainda, líder da bancada do PT e líder da oposição.
Na Câmara Municipal de Santa Maria, Pimenta ocupou cargos pertencentes à mesa diretora (segundo-vice-presidente e vice-presidente). Participou também das seguintes comissões: Comissões de Constituição e Justiça e Cidadania (presidente e vice-Presidente); Comissão de Elaboração do Regimento Interno (relator); Comissão de Serviços Públicos (presidente); Comissão Especial Encarregada de Elaborar o Novo Plano Diretor do Município (presidente); Comissão Permanente de Educação, Cultura e Tecnologia da Constituinte Municipal (presidente); Comissão Permanente de Justiça e Defesa dos Direitos Humanos (presidente). [carece de fontes?]Assumiu, em 1997, a vice-presidência do PT gaúcho.

### Deputado estadual
Eleito deputado estadual em 1998, Paulo Pimenta presidiu, em 1999 e 2000, a Comissão de Finanças e Planejamento da Assembleia Legislativa. Durante seu mandato, atuou na bancada de sustentação do governo Olívio Dutra na Assembleia.
Em 2000, propôs e presidiu a CPI que investigou o crime organizado no Rio Grande do Sul e retornou a Santa Maria, quando foi eleito vice-prefeito, na chapa de Valdeci Oliveira. Além de vice-prefeito, foi secretário-geral de governo e secretário de finanças do município.

### Deputado federal
Em 2002, Pimenta foi eleito deputado federal com a maior votação já obtida por um candidato da região central do estado e o mais votado do PT no interior gaúcho. De 2003 a 2007 cumpriu mandato de deputado federal, para o qual foi reeleito em 2006 com 104.430 votos, em 2010 novamente reeleito, como deputado mais votado pelo PT no Rio Grande do Sul, somando 153.172 votos, mandato previsto até 2015. Em 2014, reelegeu-se Deputado Federal mais votado do PT gaúcho com 140.868 votos. Nas eleições de 2018, foi novamente eleito deputado federal, com 151.719 votos. Em 2022, Pimenta foi terceiro deputado mais votado do Rio Grande do Sul, com 223.109 votos, a maior votação da história do PT no estado.

#### Atuação naCâmara dos Deputados

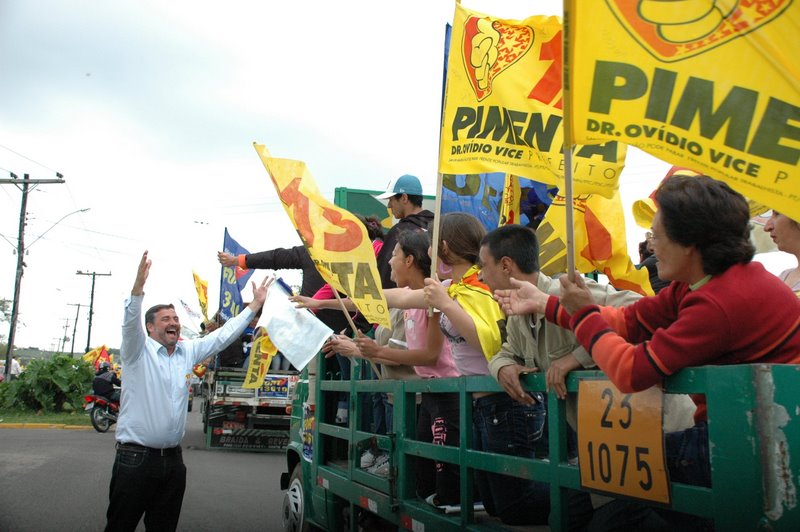
Paulo Pimenta com correligionários.

Nos primeiros quatro anos no Congresso Nacional, Pimenta foi relator da CPI do Tráfico de Armas, integrou a Comissão de Relações Exteriores e Defesa Nacional e a Comissão de Segurança Pública e Combate ao Crime Organizado. Foi relator, também, do Projeto de Lei 7134/02, que deu origem à Nova Lei de Drogas do Brasil. Pimenta também foi relator da Medida Provisória dos Transgênicos, que resultou na nova Lei de Biossegurança e atuou em prol da criação e implantação da Universidade Federal do Pampa (UNIPAMPA).
Em 2009, Paulo Pimenta representou no congresso os projetos de lei de Apoio ao Estudante Fies (4945/09), Cidadão Digital (4805/09), Enólogo (1.988/03), Emprego 40 Anos (3.345/04), Responsabilidade Criminal (411/03) e a proposta de emenda constitucional para necessidade do diploma a profissão de jornalista (386/2009). Ainda em 2009, foi designado para ser o relator da CPI da Violência Urbana, que vai propor um novo modelo de segurança pública para o país. Em 2010, Pimenta participa como Presidente Comissão Parlamentar de Inquérito de Combate ao Crime Organizado e da Comissão de Legislação Participativa.

#### CPI do Mensalão
Em 11 de agosto de 2005, Pimenta ocupava o cargo de  vice-presidente da Comissão Parlamentar Mista de Inquérito da Compra de Votos (CPI do Mensalão), escândalo que atingiu toda a cúpula do PT e resultou na AP 470, julgada pelo Supremo Tribunal Federal em 2012.  Entretanto, colocou o cargo a disposição, após apresentar uma lista de pessoas beneficiadas por repasses do empresário Marcos Valério em Minas Gerais, segundo a qual mostrava que o esquema do mensalão havia se iniciado em 1998 no governo de Minas Gerais — caso conhecido como Mensalão tucano.
A lista de deputados mineiros apresentada provocou forte indignação dos integrantes das duas CPIs, devido ao fato de ter sido entregue em um encontro "informal" de Pimenta com Valério, gravado pelas câmeras da garagem da Câmara dos Deputados. Ato o qual, seria um comportamento incompatível com a posição de Vice-presidente que ocupava. Como resultado, embora Pimenta tenha declarado que não havia agido de má fé, foi aberto um pedido de cassação por quebra de decoro parlamentar, e Pimenta foi pressionado a renunciar ao cargo de vice-presidente, para não colocar em risco a credibilidade da Comissão Parlamentar de Inquérito.

### Ministro-chefe da Secretaria de Comunicação Social da Presidência da República

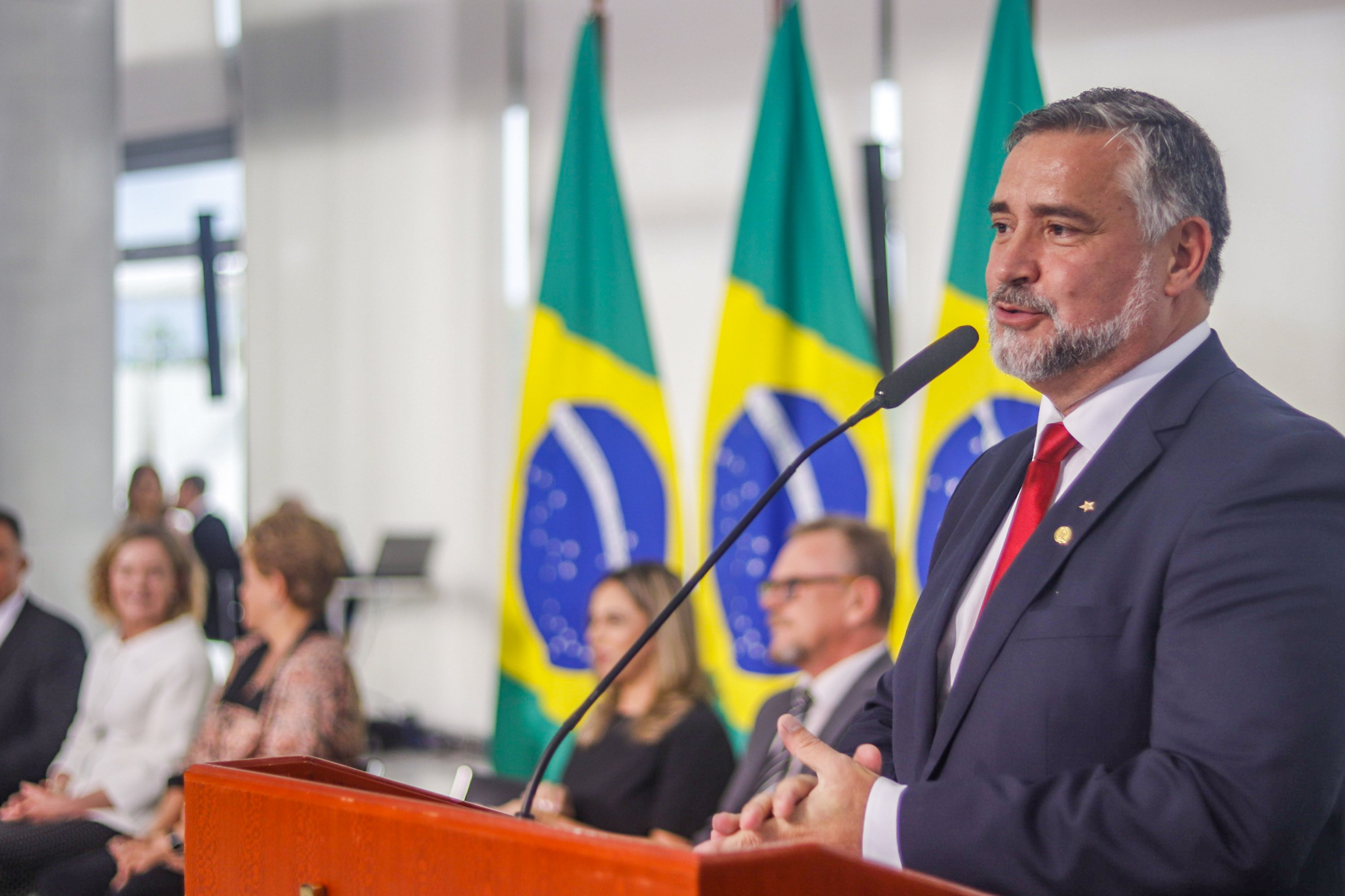
Paulo Pimenta faz seu primeiro discurso como Ministro da Secom/PR no Salão Nobre do Palácio do Planalto

Em 29 de dezembro de 2022 o então Presidente Diplomado Luiz Inácio Lula da Silva confirmou o nome do Deputado Federal reeleito Paulo Pimenta como Ministro-chefe da Secretaria de Comunicação Social da Presidência da República (Secom/PR). Em seu discurso de posse apontou prioridade no combate às fake news e o fim do "cercadinho" dos jornalistas que foi marca da gestão de Jair Bolsonaro.

### Ministro-chefe da Secretaria Extraordinária da Presidência da República de Apoio à Reconstrução do Rio Grande do Sul
A partir do final de abril de 2024, fortes chuvas no Rio Grande do Sul provocaram enchentes que afetaram quase 90% dos municípios gaúchos, sendo considerado o maior desastre ambiental da história do estado. Em 15 de maio, o presidente Lula anunciou a criação da Secretaria Extraordinária da Presidência da República de Apoio à Reconstrução do Rio Grande do Sul, com o objetivo de coordenar ações focadas para a revitalização do estado. Pimenta destacou-se entre os ministros do governo federal mais atuantes em resposta à tragédia, o que fez com que fosse escolhido por Lula para deixar a Secom temporariamente e assumir a pasta.

## Desempenho eleitoral
| Ano  | Eleição                        | Partido | Cargo                                        | Votos   | %      | Resultado  | Ref    |
| ---- | ------------------------------ | ------- | -------------------------------------------- | ------- | ------ | ---------- | ------ |
| 1988 | Municipal de Santa Maria       | PT      | Vereador                                     | 1.232   | n/d    | Eleito     | [ 33 ] |
| 1992 | Municipal de Santa Maria       | PT      | Vereador                                     | 3.878   | n/d    | Eleito     | [ 34 ] |
| 1998 | Estaduais no Rio Grande do Sul | PT      | Deputado estadual                            | 23.668  | n/d    | Eleito     | [ 35 ] |
| 2000 | Municipal de Santa Maria       | PT      | Vice-prefeito Titular: Valdeci Oliveira (PT) | 44585   | n/d    | Eleito     | [ 36 ] |
| 2002 | Estaduais no Rio Grande do Sul | PT      | Deputado federal                             | 128.495 | 2,16%  | Eleito     | [ 37 ] |
| 2006 | Estaduais no Rio Grande do Sul | PT      | Deputado federal                             | 104.430 | 1,75%  | Eleito     | [ 38 ] |
| 2008 | Municipal de Santa Maria       | PT      | Prefeito                                     | 58.700  | 39,12% | Não eleito | [ 39 ] |
| 2010 | Estaduais no Rio Grande do Sul | PT      | Deputado federal                             | 153.072 | 2,76%  | Eleito     | [ 40 ] |
| 2014 | Estaduais no Rio Grande do Sul | PT      | Deputado federal                             | 140.868 | 2,39%  | Eleito     | [ 41 ] |
| 2018 | Estaduais no Rio Grande do Sul | PT      | Deputado federal                             | 133.086 | 2,28%  | Eleito     | [ 42 ] |
| 2022 | Estaduais no Rio Grande do Sul | PT      | Deputado federal                             | 223.109 | 3,62%  | Eleito     | [ 43 ] |